# Епархия Убонратчатхани
Епархия Убонратчатхани (лат. Ubonratchathaniensis) — епархия Римско-Католической церкви с центром в городе Убонратчатхани, Таиланд. Епархия Убонратчатхани входит в митрополию Тхари и Нонсенга и распространяет свою юрисдикцию на территорию провинций Амнатчарен, Махасаркхам, Риоэт, Сисакет, Сурин, Убонратчатхани и Ясотхон. Кафедральным собором епархии Накхонсавана является церковь Непорочного Зачатия Пресвятой Девы Марии.

## История
7 мая 1953 года Римский папа Пий XII издал буллу «Nos quibus», которой учредил апостольский викариат Убона, выделив его из апостольского викариата Тхари (сегодня — Архиепархия Тхари и Нонсенга).
22 марта 1965 года епархия апостольский викариат Убона передал часть своей территории для образования нового апостольского викариата Накхорн-Раясимы (сегодня — Епархия Накхонратчасимы).
18 декабря 1965 года Римский папа Павел VI издал буллу «Qui in fastigio», которой преобразовал апостольский викариат Убона в епархию.
2 июля 1969 года епархия Убона была переименована в епархию Убонратчатхани.

## Ординарии епархии
- епископ Клод-Филипп Байе M.E.P.[1] (7.03.1953 — 13.08.1969);
- епископ Клод-Жермен Берто M.E.P. (9.04.1970 — 24.05.1976);
- епископ Михаил Бунлун Мансап (21.05.1976 — 25.03.2006);
- епископ Филипп Банчонг Чайяра C.SS.R. (25.03.2006 — по настоящее время).

## Источник
- Annuario Pontificio, Libreria Editrice Vaticana, Città del Vaticano, 2003, ISBN 88-209-7422-3
- Булла Nos quibus, AAS 45 (1953), стр. 712  (лат.)
- Булла Qui in fastigio  (лат.)